# Mosquer de pit ocre
El mosquer de pit ocre (Nephelomyias ochraceiventris) és un ocell de la família dels tirànids (Tyrannidae).

## Hàbitat i distribució
Habita la selva pluvial al vessant oriental dels Andes, a Perú i oest de Bolívia.